# 蓋亞BH3
蓋亞BH3（Gaia DR3 4318465066420528000）是由一顆光譜類型為G的貧金屬巨星和一顆恒星質量黑洞組成的一個聯星系統。蓋亞 BH3位於天鷹座，距離1,926光年（590.6±5.8 pc）。蓋亞BH3是根據初步的Gaia DR4天體量測數據發現的第一個黑洞。
黑洞和恆星每11.6年繞系統質心運行一次，軌道距離從4.5–29 AU。黑洞的質量為32.70 M☉，是銀河系中已知最重的恆星黑洞。蓋亞BH3與天鹅座X-1一起，是已知的質量超過10M☉的恆星黑洞。蓋亞BH3的質量與通過引力波發現的合併聯星黑洞的質量非常相似。這些大質量黑洞被懷疑是由貧金屬恆星形成的，蓋亞BH3有一個貧金屬伴星的事實强化了這一結論。
蓋亞BH3被發現是一個低質量星團被中斷的一部分，這個部分目前是銀暈中稱為ED-2的星流。這個星流非常古老，其年齡可與球狀星團M92相媲美。這意味著蓋亞BH3可能形成於130多億年前，並可能是通過大質量恆星的直接坍塌形成的；或者，可能是通過星團內部的聯星相互作用形成的。ED-2星團的質量介於2,000M☉至42,000M☉之間。

## 發現
蓋亞BH3是在蓋亞發佈蓋亞4的數據做準備的分析中，在天體測量觀測中被發現。2024年4月16日，在《天文學與天體物理學》雜誌上發表了一篇相關的科學文獻。